# Eyes of the universe
Eyes of the universe is een studioalbum van Barclay James Harvest (BJH).

## Inleiding
Na het succes van Gone to earth in Duitsland werd de band BJH populairder in Duitsland dan in thuisland Engeland. Als gevolg van XII kreeg BJH verzoeken op te treden op grote podia in Duitsland. Terwijl er concerten gegeven werden, werd ook in zomer 1979 besloten over te gaan tot opnamen voor een nieuwe elpee. De drie schrijvers hadden voldoende materiaal voor een nieuw album; echter toetsenist Woolly Wolstenholme zag zijn inbreng geminimaliseerd worden. John Lees en Les Holroyd wilden met BJH een andere kant op, meer richting mainstream, terwijl Wolstenholme meer de klassieke BJH wilde handhaven. Het draaide erop uit dat Wolstenholme nog wel tijdens de concerten meespeelde, maar niet meer betrokken was bij de nieuwe opnamen, hoe Lees ook zijn best deed de mellotronklanken van Wolstenholme te behouden. BJH besloot geen vaste toetsenist meer aan te nemen; Lees en Holroyd konden die partijen tijdens opnamen deels zelf in vullen, voor ondersteuning werd Kevin McAlea ingeschakeld uit de band van Kiki Dee.
In juli toog de band de Strawberry Studios van 10cc in en ging aan de slag. Aangezien Wolstenholme twee stukken zou inbrengen moesten Lees en Holroyd twee tracks extra leveren; beide waren juist tijdens de proefsessies afgevallen.    

## Musici
- John Lees – zang, gitaar
- Les Holroyd – basgitaar, gitaar, toetsinstrumenten, zang
- Mel Pritchard – drumstel, percussie

Met
- Kevin McAlea piano en minimoog op The song; Yamaha CS-80 en Hammondorgel op Sperratus
- Alan Fawkes – saxofoon op Play to the World

In het dankwoord wordt Vic Emerson genomen, musicus bij 10cc als ook Sad Cafe.

## Muziek
| Nr. | Titel                                         | Duur |
| --- | --------------------------------------------- | ---- |
| 1.  | Love on the line (Holroyd)                    | 4:38 |
| 2.  | Alright down get boogie (Mu Ala Rusic) (Lees) | 3:53 |
| 3.  | The song (they love to sing (Holroyd)         | 6:31 |
| 4.  | Skin flicks (Lees)                            | 6:52 |
| 5.  | Sperratus (Lees)                              | 5:00 |
| 6.  | Rock’n’roll lady (Holroyd)                    | 4:29 |
| 7.  | Capricorn (Lees)                              | 4:33 |
| 8.  | Play to the world (Holroyd)                   | 7:02 |

Van zowel Sperratus, Rock’n’roll lady, Capricorn en Play to the world werden singleversies opgenomen; alleen die van Capricorn werd die ook daadwerkelijk gebruikt. Deze edits verschenen op heruitgaven van Eyes of the universe. Sperratus is een anagram van Superstar en bevat de titel van de plaat: "Look in my eyes, see the light of the universe"; Skin flicks gaat over de pornowereld en bevat een citaat uit Question van Moody Blues. Weinig geliefd werd Alright down get boogie, een van de nummers die in eerste instantie afgekeurd waren. Het zou te veel richting discomuziek gaan; Lees zou in een later stadium toegeven dat het een stap te ver was. De subtitel "Mu Ala Rusic" is een anagram van "Aural Music".

## Platenhoes
De hoes van Alwyn Clayden, John Shaw en Tony Latham laat een soort UFO zien die landt in een woestenij; echter de UFO bevat ook een blik op een andere planeet, vol met blauwe luchten. Bij de originele elpee was rechtsonder het logo van de band in de vorm van een vlinder afgebeeld, maar bij de overgang naar cd zag men dat over het hoofd. Bij de eerste cd-persingen ontbreekt de vlinder; later verscheen zij weer, nog steeds donkerbruin op zwart.     

## Nasleep
De Britse albumlijst kent geen notering van dit album; de schuld werd gegeven aan de oprukkende punkbeweging. Ook Nederland en België lieten het passeren. Om het verschil aan te geven; in Duitsland stond het 71 weken genoteerd met een hoogste plaats op positie 3. Ook Oostenrijk (12 weken met 9) en Noorwegen (25 weken en 6) kenden goede verkoopcijfers.